# 粉红噪声
粉红噪声或1/ƒ噪音（有时也称作閃爍雜訊）是一个具有功率谱密度（能量或功率每赫兹）与频率成反比特征频谱的信号或过程。在粉红噪声中，每个倍频程中都有一个等量的噪声功率。粉红噪声的名称源于这种功率谱下的可见光视觉颜色为粉色。
在科学文献中，术语1/ƒ 噪声通常宽泛地指任何一种带有如下所示功率谱密度的噪声：
{\displaystyle S(f)\propto 1/f^{\alpha }}
其中ƒ为频率，且0 < α < 2，α一般趋近于1。形如1/ƒα的噪声广泛地存在于大自然之中，并且它被运用到许多领域当中。α 值趋近于1的噪声与区间内其它α值噪声之间的区别符合一个更基本的区别。前者（狭义上）一般来自于准平衡凝聚态系统，下文将会展开讨论。后者（广义上）一般符合一系列非均衡驱动动态系统。

尽管术语闪变噪声仅用来描述直流电子设备中出现的噪声更为合适，但每当提到1/ƒ噪声人们还是称其为闪变噪声。1968年，本華·曼德博与John W. Van Ness提出了一个“分数噪声”的概念（有时也叫做分形噪声），以强调谱函数的指数可取一个非整数值，并使之与分数布朗运动联系起来，但这个词很少被用到。

## 描述

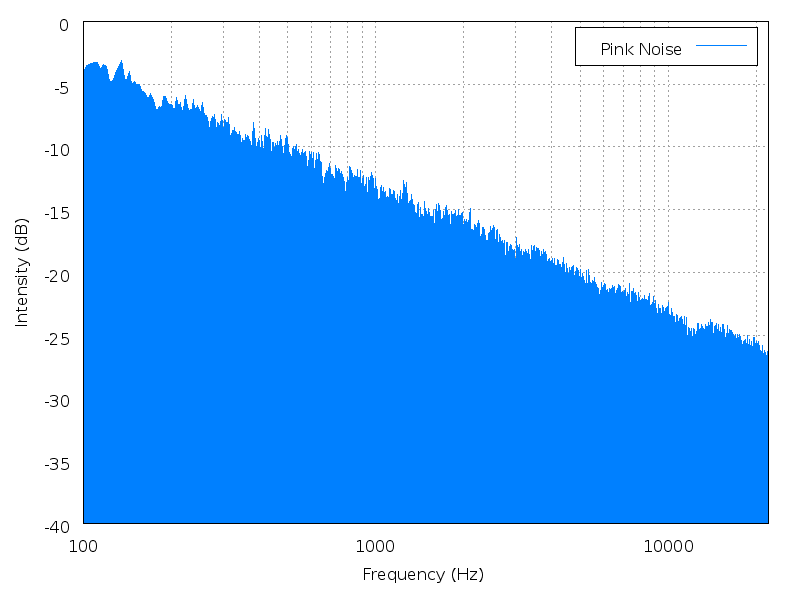
粉红噪声的近似功率谱。功率密度以10 dB每十倍频程衰减。

粉红噪声在所有倍频程（或对数坐标）内都有相同能量。在有限频宽内，1/ƒ噪声以3 dB每倍频程衰减，因此在高频段就不会有1/ƒ噪声出现。（而白噪声在每赫兹上都有相同能量。）

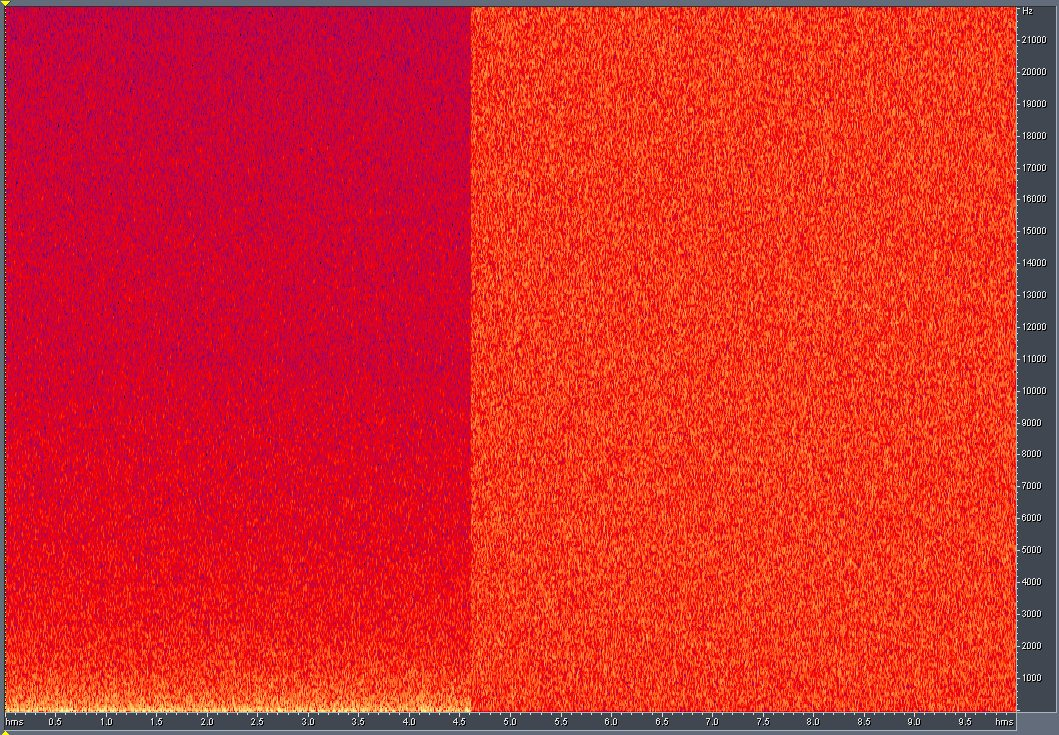
粉红噪声（左）和白噪声（右）在FFT频谱图上，纵轴为由下向上线性增加的频率轴。（在音频或类似的频谱分析软件中，粉红噪声为平滑曲线而不是斜率下降的曲线，白噪声表现为斜率上升。）

人类的听觉系统，其处理频率的原理大致为由Bark scale给出的对数形式，即对于不同频率的敏感度并不相同。处在2–4-kHz倍频程的信号听上去最大，而其他频段的响度感觉则急剧下降，这取决于与高敏感度频域的距离和声级。尽管如此，人类依然能轻易地分辨出白噪声与粉红噪声。
图形均衡器将信号分为不同的对数带宽并以八度显示能量。音频工程师将粉红噪声输入系统以测试其在给定功率谱下是否能输出平坦响应。无法得到平坦响应的系统可以通过图形均衡器的均衡化从而得到一个镜像。因为粉红噪声在自然界物理系统中发生，所以它被广泛应用在音频产品当中。粉红噪声可以被处理、滤波或生成期望的声音效果。粉红噪声的商用产品是粉红噪声发生器。
从实际应用来看，生成一个真正意味的粉红噪声是不可能的，因为假如存在真正的粉红噪声，其功率将会是无穷大的。这是说，粉红噪声在从ƒ1到ƒ2的任意频率区间内的能量都正比于log(ƒ2/ƒ1)，那么根据粉红噪声的定义，如果ƒ2为无穷大，能量也将会变得无穷大。同样地，当ƒ1 = 0时，粉红噪声的能量是无穷大的。
因此事实上，粉红噪声只能表现为有限频率范围内的噪声。定义其频响区间为ƒ1为下限频率、ƒ2为其上限频率。
噪声的一个属性，峰值因数即峰值比上平均功率，对于测试如放大器和扬声器等设备的能力来说是很重要的一个特性。不同峰值因数的粉红噪声可用来模拟不同等级动态范围压缩的音乐信号。一个给定的峰值因数对于功率放大器或扬声器的耐久性或发热测试来说也很重要。因为信号的功率是关于峰值因数的直接函数。一些商用数字式粉红噪声发生器可以定制峰值系数，因为公式自身的特性可以确保信号不触发某一特定电平。

## 维度广义化
粉红噪声的谱函数相关于1/f只限于一维度信号。而对于二维度信号，例如图像，谱函数则是f2的倒数。一般的，在n维度系统中，谱函数则是fn的倒数。对于更高维度的信号来说，每个倍频程带中都有等量噪声功率的特性仍然成立。因此二维信号的频谱也是二维的，而其倍频程的面积则是之前的四倍。

## 粉红噪声现象
1/ƒ噪声发生在很多物理、生物乃至经济系统当中。一些研究者称它为无所不在。在物理系统中，它往往被应用在气象数据分析、天体输出的电磁辐射、和大部分的电子设备当中（即闪变噪声）。在生物系统当中，它被应用在心律分析、神经系统活动、DNA序列统计分析当中。在金融系统中，它常与“长期记忆效应”相联系。并且1/ƒ噪声也可作为许多自然图片（来自于自然环境的图片）统计结构的表现形式。
最近，1/ƒ噪声也被成功地应用于心理学的精神状态建模当中。
Richard F. Voss 和 J. Clarke声称几乎全部的音乐旋律，将每一段连续的音符绘制于一个横轴为音高的图中，将会趋于一个粉红噪声频谱。 与这种研究方法相似的是，康奈尔大学的科研人员James E. Cutting，通过对1935至2005年间发行的150部热门电影的研究发现，镜头时长形成一个1/f的统计学分布图样。
虽然通过自组织临界性已经可以在沙盘中生成1/f噪声，但仍没有一个简单的数学模型能够生成粉红噪声。粉红噪声通常对白噪声进行滤波生成。
关于1/ƒ噪声本体已有很多理论。部分是通用理论，而其他理论则仅局限于特定材料，比如半导体。1/ƒ噪声的通用理论研究为目前的学术界兴趣所在。

### 电子设备
本领域内的先驱者是科研人员Aldert van der Ziel。
在电子设备中，白噪声在某些截止频率处表现得比粉红噪声（或闪变噪声）要更强。目前无法探知粉红噪声的下限频率，即使将测量设备的测试对象频率降到10−6 Hz附近（这往往需要几周时间）仍然会有粉红噪声的现象出现。
有些模拟合成器会包含一个粉红噪声源（尽管白噪声源更加普遍），二者在后续的处理当中均可作为一个有用标准音频声源，或作为一个控制其他合成器的随机控制电压。
电子设备中的1/f噪声源主要来自其中凝聚态材料部件的慢波动属性。在大多情况下，这种波动源是已知的。不同的波动形式来自于金属缺陷，半导体材料陷阱作用中的波动占有率，磁性材料中的波动域结构等。
对于类1/f频谱公式的解释通常比较多，这取决于波动过程的动力学活化能统计分布。因为大部分噪声实验设备的频响范围（如1 Hz–1 kHz）一般要低于微观的“试图逃逸”频率（如1014 Hz），所以阿伦尼乌斯方程中的指数因子对于公式的权重很大。这些部分活化能扩散范围相对较小从而得到特征率的扩散范围更大。对于一个最简单的电子玩具，其动力学活化能的平坦分布形成一个类1/f频谱，因为{\displaystyle {\frac {\mathrm {d} \ln f}{\mathrm {d} f}}={\frac {1}{f}}}。

## 内部链接
| - 白噪声 - 噪声的颜色 - 峰值系数 - 统计学 |

## 脚注
1. ↑  Downey, Allen. . O'Reilly Media. 2012: 79  [2012-03-24]. ISBN 978-1-4493-1463-7. （原始内容存档于2016-03-04）. Visible light with this power spectrum looks pink, hence the name.
2. 1 2  Kogan, Shulim. . [Cambridge University Press]. 1996. ISBN 0-521-46034-4.
3. ↑  Bak, P. and Tang, C. and Wiesenfeld, K. . Physical Review Letters. 1987, 59 (4): 381–384. Bibcode:1987PhRvL..59..381B. doi:10.1103/PhysRevLett.59.381.
4. ↑  Field, D. J. . J. Opt. Soc. Am. A. 1987, 4 (12): 2379–2394. Bibcode:1987JOSAA...4.2379F. PMID 3430225. doi:10.1364/JOSAA.4.002379.
5. ↑  Van Orden, G.C. and Holden, J.G. and Turvey, M.T. . Journal of Experimental Psychology: general. 2003, 132 (3): 331–350. doi:10.1037/0096-3445.132.3.331.
6. 1 2  .   [2012-03-24]. （原始内容存档于2021-02-13）.
7. ↑  Anger, Natalie (March 1, 2010). "Bringing New Understanding to the Director's Cut" （页面存档备份，存于）. The New York Times. Retrieved on March 3, 2010. See also original study （页面存档备份，存于）
8. ↑  .   [2012-03-24]. （原始内容存档于2021-04-24）.
9. ↑   (PDF).   [2012-03-24]. （原始内容存档 (PDF)于2011-10-04）.
10. ↑  Weissman, M. B. . Reviews of Modern Physics. 1988, 60 (2): 537–571. Bibcode:1988RvMP...60..537W. doi:10.1103/RevModPhys.60.537.
11. ↑  Dutta, P. and Horn, P. M. . Reviews of Modern Physics. 1981, 53 (3): 497–516. Bibcode:1981RvMP...53..497D. doi:10.1103/RevModPhys.53.497.